# Campeonato Sul-Americano de Atletismo Sub-23 de 2008 - Resultados
Esses foram os resultados do Campeonato Sul-Americano de Atletismo Sub-23 de 2008, que ocorreram de 5 a 7 de setembro de 2008,  na Villa Deportiva Nacional, em Lima, no Peru. 

## Resultado masculino

### 100 metros
| Posição | Atleta                   | Nacionalidade | Tempo | Notas |
| ------- | ------------------------ | ------------- | ----- | ----- |
| 1       | Nilson de Oliveira André | Brasil        | 10.54 | Q     |
| 2       | Franklin Nazareno        | Equador       | 10.75 | Q     |
| 3       | Álvaro Cassiani          | Venezuela     | 10.93 | Q     |
| 4       | Franco Boccardo          | Chile         | 11.25 | q     |
| 5       | Rosendo Valiente         | Peru          | 11.42 | q     |

| Posição | Atleta                       | Nacionalidade | Tempo | Notas |
| ------- | ---------------------------- | ------------- | ----- | ----- |
| 1       | Bruno Lins Tenorio de Barros | Brasil        | 10.66 | Q     |
| 2       | Cristián Reyes               | Chile         | 11.06 | Q     |
| 3       | Santiago Vidovic             | Bolívia       | 11.53 | Q     |
| 4       | Marcelo Bucheli              | Equador       | DNF   |       |

| Posição           | Atleta                       | Nacionalidade | Tempo | Notas |
| ----------------- | ---------------------------- | ------------- | ----- | ----- |
| Medalha de ouro   | Nilson de Oliveira André     | Brasil        | 10.69 |       |
| Medalha de prata  | Bruno Lins Tenorio de Barros | Brasil        | 10.70 |       |
| Medalha de bronze | Franklin Nazareno            | Equador       | 10.84 |       |
| 4                 | Cristián Reyes               | Chile         | 11.09 |       |
| 5                 | Álvaro Cassiani              | Venezuela     | 11.12 |       |
| 6                 | Franco Boccardo              | Chile         | 11.47 |       |
| 7                 | Rosendo Valiente             | Peru          | 11.65 |       |
| 8                 | Santiago Vidovic             | Bolívia       | 11.77 |       |

### 200 metros
Final – 7 de setembro 14:10h

Vento: -1.0m/s
| Posição           | Atleta                       | Nacionalidade | Tempo | Notas |
| ----------------- | ---------------------------- | ------------- | ----- | ----- |
| Medalha de ouro   | Bruno Lins Tenorio de Barros | Brasil        | 21.13 |       |
| Medalha de prata  | Franklin Nazareno            | Equador       | 21.38 |       |
| Medalha de bronze | Nilson de Oliveira André     | Brasil        | 21.53 |       |
| 4                 | Cristián Reyes               | Chile         | 21.80 |       |
| 5                 | José Vidal                   | Chile         | 22.53 |       |
| 6                 | Santiago Vidovic             | Bolívia       | 23.34 |       |
| 7                 | Rosendo Valiente             | Peru          | DNS   |       |
| 8                 | Álvaro Cassiani              | Venezuela     | DNS   |       |

### 400 metros
| Posição | Atleta              | Nacionalidade | Tempo | Notas |
| ------- | ------------------- | ------------- | ----- | ----- |
| 1       | Andrés Silva        | Uruguai       | 48.11 | Q     |
| 2       | Helder Correa Alves | Brasil        | 48.25 | Q     |
| 3       | Antonio Alvarado    | Venezuela     | 48.37 | Q     |
| 4       | Geraldo Ramírez     | Peru          | 49.83 | q     |
| 5       | José Vidal          | Chile         | 51.35 |       |

| Posição | Atleta                          | Nacionalidade | Tempo | Notas |
| ------- | ------------------------------- | ------------- | ----- | ----- |
| 1       | Wallace Magalhães Daflon Vieira | Brasil        | 48.22 | Q     |
| 2       | Rubén Headly                    | Venezuela     | 48.34 | Q     |
| 3       | Diego Ramos                     | Chile         | 48.82 | Q     |
| 4       | Julio Pérez                     | Peru          | 48.89 | q     |

| Posição           | Atleta                          | Nacionalidade | Tempo | Notas |
| ----------------- | ------------------------------- | ------------- | ----- | ----- |
| Medalha de ouro   | Andrés Silva                    | Uruguai       | 46.73 |       |
| Medalha de prata  | Helder Correa Alves             | Brasil        | 46.95 |       |
| Medalha de bronze | Rubén Headly                    | Venezuela     | 47.94 |       |
| 4                 | Diego Ramos                     | Chile         | 49.09 |       |
| 5                 | Julio Pérez                     | Peru          | 49.28 |       |
| 6                 | Geraldo Ramírez                 | Peru          | 50.13 |       |
| 7                 | Antonio Alvarado                | Venezuela     | DNS   |       |
| 8                 | Wallace Magalhães Daflon Vieira | Brasil        | DNS   |       |

### 800 metros
Final – 7 de setembro 14:30h

| Posição           | Atleta                 | Nacionalidade | Tempo   | Notas |
| ----------------- | ---------------------- | ------------- | ------- | ----- |
| Medalha de ouro   | Fernando Lina da Silva | Brasil        | 1:50.09 |       |
| Medalha de prata  | Diomar Noemio de Souza | Brasil        | 1:50.11 |       |
| Medalha de bronze | Ramón Michel           | Venezuela     | 1:50.32 |       |
| 4                 | Diego Rincón           | Colômbia      | 1:51.43 |       |
| 5                 | Mauricio Valdivia      | Chile         | 1:51.91 |       |
| 6                 | Julio Alfredo Pérez    | Peru          | 1:53.43 |       |
| 7                 | José Luis Alarcón      | Chile         | 1:54.68 |       |
| 8                 | Freddy Espinoza        | Colômbia      | 1:55.07 |       |
| 9                 | Alex Cisneros          | Equador       | 1:55.95 |       |
| 10                | Lino Pérez             | Panamá        | 1:57.58 |       |
| 11                | Andy Múñoz             | Chile         | DNS     |       |

### 1.500 metros
Final – 5 de setembro 17:00h

| Posição           | Atleta                            | Nacionalidade | Tempo   | Notas |
| ----------------- | --------------------------------- | ------------- | ------- | ----- |
| Medalha de ouro   | Mario Bazán                       | Peru          | 3:50.65 |       |
| Medalha de prata  | Freddy Espinoza                   | Colômbia      | 3:50.98 |       |
| Medalha de bronze | Mauricio Valdivia                 | Chile         | 3:52.11 |       |
| 4                 | Jefferson Peña                    | Colômbia      | 3:54.38 |       |
| 5                 | Eduardo Gregorio                  | Uruguai       | 3:54.65 |       |
| 6                 | Iván López                        | Chile         | 3:54.78 |       |
| 7                 | Fábio de Teixeira Resende Queiroz | Brasil        | 3:55.07 |       |
| 8                 | Jean Pierre Campos Ferrugem       | Brasil        | 3:58.17 |       |
| 9                 | Alex Cisneros                     | Equador       | 4:01.71 |       |
| 10                | José Lizarraga                    | Peru          | 4:04.78 |       |
| 11                | Juan Sánchez                      | Panamá        | 4:07.75 |       |

### 5.000 metros
Final – 7 de setembro 15:00h

| Posição           | Atleta                   | Nacionalidade | Tempo    | Notas |
| ----------------- | ------------------------ | ------------- | -------- | ----- |
| Medalha de ouro   | Robson Pereira de Lima   | Brasil        | 14:24.25 |       |
| Medalha de prata  | Mario Bazán              | Peru          | 14:25.48 |       |
| Medalha de bronze | John Tello               | Colômbia      | 14:31.56 |       |
| 4                 | Eduardo da Silva Antunes | Brasil        | 14:32.04 |       |
| 5                 | Segundo Jami             | Equador       | 14:38.68 |       |
| 6                 | Jefferson Peña           | Colômbia      | 14:43.27 |       |
| 7                 | Jaime Caldua             | Peru          | 14:44.16 |       |
| 8                 | Fabián Cajamarca         | Equador       | 14:57.28 |       |
| 9                 | Juan Sánchez             | Panamá        | 15:36.20 |       |
| 10                | Francisco Sanzana        | Chile         | 15:57.28 |       |
| 11                | Nicolás Cuestas          | Uruguai       | DNF      |       |
| 12                | Pablo Mena               | Chile         | DNF      |       |
| 13                | Jorge Fernández          | Bolívia       | DNS      |       |

### 10.000 metros
Final – 6 de setembro 11:00h

| Posição           | Atleta                              | Nacionalidade | Tempo    | Notas |
| ----------------- | ----------------------------------- | ------------- | -------- | ----- |
| Medalha de ouro   | Robson Pereira de Lima              | Brasil        | 30:25.63 |       |
| Medalha de prata  | Andrés Peña                         | Colômbia      | 30:27.72 |       |
| Medalha de bronze | Segundo Jami                        | Equador       | 30:39.12 |       |
| 4                 | Jaime Caldua                        | Peru          | 30:42.02 |       |
| 5                 | Efrain Rafael Mamani                | Peru          | 33:12.05 |       |
| 6                 | Nicolás Cuestas                     | Uruguai       | 34:10.02 |       |
| 7                 | Francisco Sanzana                   | Chile         | 35:08.45 |       |
| 8                 | Jorge Fernández                     | Bolívia       | DNS      |       |
| 9                 | Reginaldo de Oliveira Campos Júnior | Brasil        | DNS      |       |

### 110 metros barreiras
Final – 6 de setembro 9:30h

Vento: -2.5m/s
| Posição           | Atleta                         | Nacionalidade | Tempo | Notas |
| ----------------- | ------------------------------ | ------------- | ----- | ----- |
| Medalha de ouro   | Jorge McFarlane                | Peru          | 14.24 |       |
| Medalha de prata  | Luiz Alberto Cardoso de Araújo | Brasil        | 14.34 |       |
| Medalha de bronze | Éder Antônio Souza             | Brasil        | 14.34 |       |
| 4                 | Mariano Romero                 | Argentina     | 14.51 |       |
| 5                 | Óscar Buttazoni                | Chile         | 15.24 |       |
| 6                 | Nicolás Cueto                  | Chile         | 15.41 |       |
| 7                 | Javier McFarlane               | Peru          | 15.93 |       |

### 400 metros barreiras
Final – 7 de setembro 10:45h

| Posição           | Atleta                  | Nacionalidade | Tempo | Notas |
| ----------------- | ----------------------- | ------------- | ----- | ----- |
| Medalha de ouro   | Andrés Silva            | Uruguai       | 51.33 |       |
| Medalha de prata  | Thiago de Jesus Sales   | Brasil        | 51.52 |       |
| Medalha de bronze | Ingo Stotz              | Chile         | 52.81 |       |
| 4                 | Víctor Solarte          | Venezuela     | 53.25 |       |
| 5                 | Douglas Soares Nazareth | Brasil        | 53.37 |       |
| 6                 | Hugo Vilca              | Peru          | 55.32 |       |
| 7                 | Nicolás Cueto           | Chile         | 56.23 |       |

### 3.000 metros com obstáculos
Final – 6 de setembro 15:40h

| Posição           | Atleta                          | Nacionalidade | Tempo   | Notas |
| ----------------- | ------------------------------- | ------------- | ------- | ----- |
| Medalha de ouro   | Mario Bazán                     | Peru          | 8:52.95 |       |
| Medalha de prata  | Eduardo da Silva Antunes        | Brasil        | 8:57.49 |       |
| Medalha de bronze | Fabián Cajamarca                | Equador       | 9:13.90 |       |
| 4                 | Eduardo Gregorio                | Uruguai       | 9:23.47 |       |
| 5                 | Dubison Amézquita               | Colômbia      | 9:24.41 |       |
| 6                 | Pablo Mena                      | Chile         | 9:27.46 |       |
| 7                 | José Lizarraga                  | Peru          | 9:27.93 |       |
| 8                 | Sérgio Murilo de Jesus Ferreira | Brasil        | 9:33.05 |       |

### Revezamento 4x100 m
Final – 6 de setembro 17:00h

| Posição           | Nacionalidade | Atletas                                                                                               | Tempo | Notas |
| ----------------- | ------------- | --- | ----- | ----- |
| Medalha de ouro   | Brasil        | Ailson da Silva Feitosa Nilson de Oliveira André Bruno Lins Tenorio de Barros Rafael da Silva Ribeiro | 40.06 |       |
| Medalha de prata  | Chile         | Franco Boccardo Cristián Reyes José Vidal Ingo Stotz                                                  | 42.16 |       |
| Medalha de bronze | Peru          | Álvaro Romero Geraldo Ramírez Javier McFarlane Rosendo Valiente                                       | 42.77 |       |
| 4                 | Equador       | Marcelo Bucheli Hugo Chila Franklin Nazareno Diego Ferrín                                             | 43.74 |       |
| 5                 | Venezuela     | | DNF   |       |

### Revezamento 4x400 m
Final – 7 de setembro 15:50h

| Posição           | Nacionalidade | Atletas                                                                                              | Tempo   | Notas |
| ----------------- | ------------- | --- | ------- | ----- |
| Medalha de ouro   | Brasil        | Bruno Lins Tenorio de Barros Wagner Francisco Cardoso Henrique Nogueira de Souza Helder Correa Alves | 3:09.02 |       |
| Medalha de prata  | Venezuela     | Antonio Alvarado Víctor Solarte Michel Ramón Rubén Headly                                            | 3:15.19 |       |
| Medalha de bronze | Peru          | Geraldo Ramírez Hugo Vilca Julio Pérez Jorge McFarlane                                               | 3:16.89 |       |
| 4                 | Chile         | José Vidal Mauricio Valdivia Diego Ramos Ingo Stotz                                                  | 3:19.36 |       |

### 20 km marcha atlética
Final – 7 de setembro 7:00h

| Posição           | Atleta              | Nacionalidade | Tempo   | Notas |
| ----------------- | ------------------- | ------------- | ------- | ----- |
| Medalha de ouro   | Juan Manuel Cano    | Argentina     | 1:26:37 |       |
| Medalha de prata  | Mauricio Arteaga    | Equador       | 1:26:59 |       |
| Medalha de bronze | Pavel Chihuán       | Peru          | 1:29:51 |       |
| 4                 | Jonathan Riekmann   | Brasil        | 1:30:06 |       |
| 5                 | Yerko Araya         | Chile         | 1:31:26 |       |
| 6                 | Ferney Rojas        | Colômbia      | 1:32:16 |       |
| 7                 | Alex Tapia          | Peru          | DNF     |       |
| 8                 | Daniel Perim Tomasi | Brasil        | DNF     |       |
| 9                 | Edward Araya        | Chile         | DSQ     |       |

### Salto em altura
Final – 6 de setembro 9:00h

| Posição           | Atleta                             | Nacionalidade | Resultado | Notas |
| ----------------- | ---------------------------------- | ------------- | --------- | ----- |
| Medalha de ouro   | Wanner Miller                      | Colômbia      | 2.17      |       |
| Medalha de prata  | Guilherme Henrique Cobbo           | Brasil        | 2.14      |       |
| Medalha de bronze | Diego Ferrín                       | Equador       | 2.11      |       |
| 4                 | Diego dos Santos Pereira de Araújo | Brasil        | 2.05      |       |
| 5                 | Cristóbal Gómez                    | Chile         | 1.95      |       |
| 6                 | Vicente Aguirre                    | Chile         | DNS       |       |

### Salto com vara
Final – 7 de setembro 9:00h

| Posição           | Atleta              | Nacionalidade | Resultado | Notas |
| ----------------- | ------------------- | ------------- | --------- | ----- |
| Medalha de ouro   | Germán Chiaraviglio | Argentina     | 5.10      |       |
| Medalha de prata  | Denk Rolim Koubik   | Brasil        | 4.60      |       |
| Medalha de bronze | Kelvin Rolim Koubik | Brasil        | 4.60      |       |
| 4                 | Felipe Fuentes      | Chile         | 4.40      |       |
| 5                 | Ismael Villarino    | Chile         | 4.40      |       |

### Salto em comprimento
Final – 7 de setembro 11:00h

| Posição           | Atleta                              | Nacionalidade | Resultado | Notas |
| ----------------- | ----------------------------------- | ------------- | --------- | ----- |
| Medalha de ouro   | Jorge McFarlane                     | Peru          | 7.72      |       |
| Medalha de prata  | Hugo Chila                          | Equador       | 7.60      |       |
| Medalha de bronze | Vicente Aguirre                     | Chile         | 7.29      |       |
| 4                 | Carlos Roberto Pio de Moraes Junior | Brasil        | 7.16      |       |
| 5                 | Álvaro Romero                       | Peru          | 7.04      |       |
| 6                 | Fabián Padrón                       | Venezuela     | 7.01      |       |
| 7                 | William Barrionuevo                 | Brasil        | 6.97      |       |
| 8                 | Diego Ferrín                        | Equador       | 6.83      |       |
| 9                 | Ignácio Ramírez                     | Chile         | 6.49      |       |
| 10                | Iván Ortiz                          | Bolívia       | 6.07      |       |
| 11                | Peter Camacho                       | Venezuela     | DNS       |       |

### Salto triplo
Final – 6 de setembro 11:00h

| Posição           | Atleta                 | Nacionalidade | Resultado | Notas |
| ----------------- | ---------------------- | ------------- | --------- | ----- |
| Medalha de ouro   | Hugo Chila             | Equador       | 16.68     |       |
| Medalha de prata  | Hilton da Silva        | Brasil        | 15.94     |       |
| Medalha de bronze | Heleno Garay Rodrigues | Brasil        | 15.48     |       |
| 4                 | Peter Camacho          | Venezuela     | 15.33     |       |
| 5                 | Wanner Miller          | Colômbia      | 14.54     |       |
| 6                 | Fabián Padrón          | Venezuela     | 14.39     |       |
| 7                 | Ignácio Ramírez        | Chile         | 13.88     |       |
| 8                 | Iván Ortiz             | Bolívia       | DNS       |       |

### Arremesso de peso
Final – 6 de setembro 9:00h

| Posição           | Atleta                     | Nacionalidade | Resultado | Notas |
| ----------------- | -------------------------- | ------------- | --------- | ----- |
| Medalha de ouro   | Raoni Marques de Morais    | Brasil        | 17.43     |       |
| Medalha de prata  | Eder César Moreno          | Colômbia      | 17.03     |       |
| Medalha de bronze | Javier Eduardo Nieto       | Peru          | 16.83     |       |
| 4                 | Maximiliano Alonso         | Chile         | 16.27     |       |
| 5                 | Matías López               | Chile         | 16.12     |       |
| 6                 | Nicolás Martina            | Argentina     | 15.82     |       |
| 7                 | Gertymilluson Viera Maciel | Brasil        | 15.81     |       |

### Lançamento de disco
Final – 7 de setembro 11:00h

| Posição           | Atleta                     | Nacionalidade | Resultado | Notas |
| ----------------- | -------------------------- | ------------- | --------- | ----- |
| Medalha de ouro   | Gerson Carvalho dos Santos | Brasil        | 52.79     |       |
| Medalha de prata  | Maximiliano Alonso         | Chile         | 52.62     |       |
| Medalha de bronze | Raoni Marques de Morais    | Brasil        | 51.58     |       |
| 4                 | Mariano Etchehandy         | Argentina     | 46.19     |       |
| 5                 | Javier Eduardo Nieto       | Peru          | DNS       |       |
| 6                 | Jorge Cuevas               | Chile         | DNS       |       |

### Lançamento de martelo
Final – 5 de setembro 14:50h

| Posição           | Atleta                | Nacionalidade | Resultado | Notas |
| ----------------- | --------------------- | ------------- | --------- | ----- |
| Medalha de ouro   | Jacobo de León        | Colômbia      | 57.73     |       |
| Medalha de prata  | Allan da Silva Wolski | Brasil        | 56.30     |       |
| Medalha de bronze | Juan Manuel Charadia  | Argentina     | 54.14     |       |
| 4                 | Jorge Cuevas          | Chile         | 54.02     |       |
| 5                 | Everton Luiz Ribeiro  | Brasil        | 52.26     |       |
| 6                 | Gary Martín Osorio    | Peru          | 51.03     |       |
| 7                 | Fernando Aguirre      | Peru          | 46.51     |       |

### Lançamento de dardo
Final – 6 de setembro 9:00h

| Posição           | Atleta                          | Nacionalidade | Resultado | Notas |
| ----------------- | ------------------------------- | ------------- | --------- | ----- |
| Medalha de ouro   | Ignácio Guerra                  | Chile         | 74.55     |       |
| Medalha de prata  | Víctor Abel Fatecha             | Paraguai      | 69.69     |       |
| Medalha de bronze | Júlio César Miranda de Oliveira | Brasil        | 66.46     |       |
| 4                 | François Pouzet                 | Chile         | 64.33     |       |
| 5                 | Orielso Cabrera                 | Colômbia      | 63.83     |       |
| 6                 | Alejandro Ionski                | Argentina     | 61.56     |       |
| 7                 | Lauro César Freitas Mendes      | Brasil        | 61.00     |       |
| 8                 | Rubén Méndez                    | Equador       | 53.00     |       |
| 9                 | Benigno Ortega                  | Panamá        | DNS       |       |

### Decatlo
Final – 7 de setembro 9:00h

| Pos.              | Atleta                    | Nacionalidade | 100 m              | SD          | AP           | SA          | 400 m        | 110 m C/B          | AD           | SV          | LD           | 1500 m         | PG   | Notas |
| ----------------- | ------------------------- | ------------- | ------------------ | ----------- | ------------ | ----------- | ------------ | ------------------ | ------------ | ----------- | ------------ | -------------- | ---- | ----- |
| Medalha de ouro   | Danilo Mendes Xavier      | Brasil        | 11.36 (1.8) 782pts | 7.22 866pts | 12.56 640pts | 1.93 740pts | 50.26 803pts | 15.09 (0.0) 839pts | 39.82 661pts | 4.40 731pts | 58.84 720pts | 4:44.42 653pts | 7435 |       |
| Medalha de prata  | Anderson Estevão Venâncio | Brasil        | 11.21 (1.8) 814pts | 6.89 788pts | 12.52 638pts | 1.93 740pts | 49.86 821pts | 15.29 (0.0) 815pts | 39.25 649pts | 4.50 760pts | 62.32 773pts | 5:04.90 521pts | 7319 |       |
| Medalha de bronze | Damián Benedetich         | Argentina     | 11.74 (1.8) 703pts | 6.42 679pts | 12.69 648pts | 1.78 610pts | 53.34 667pts | 16.45 (0.0) 683pts | 38.12 626pts | 3.40 457pts | 54.34 653pts | 5:03.89 538pts | 6264 |       |
| 4                 | Vitorio Gotuzzo           | Peru          | 11.80 (1.8) 691pts | 6.40 675pts | 11.46 574pts | 1.84 661pts | 52.62 698pts | 17.05 (0.0) 619pts | 33.63 536pts | 2.80 309pts | 47.54 552pts | 4:39.06 686pts | 6001 |       |

## Resultado feminino

### 100 metros
Final – 6 de setembro 9:45h

Vento: -2.5m/s
| Posição           | Atleta                    | Nacionalidade | Tempo | Notas |
| ----------------- | ------------------------- | ------------- | ----- | ----- |
| Medalha de ouro   | Rosângela Oliveira Santos | Brasil        | 11.91 |       |
| Medalha de prata  | Ana Cláudia Lemos Silva   | Brasil        | 12.09 |       |
| Medalha de bronze | Patrícia Blanco           | Venezuela     | 12.43 |       |
| 4                 | María Navas               | Venezuela     | 12.55 |       |
| 5                 | Paola Mautino             | Peru          | 12.75 |       |
| 6                 | Maira Cano                | Bolívia       | 13.15 |       |
| 7                 | Amanda Quispe             | Peru          | 13.18 |       |
| 8                 | Marysabel Romero          | Bolívia       | 13.39 |       |

### 200 metros
Final – 7 de setembro 14:00h

Vento: -1.2m/s
| Posição           | Atleta                  | Nacionalidade | Tempo | Notas |
| ----------------- | ----------------------- | ------------- | ----- | ----- |
| Medalha de ouro   | Ana Cláudia Lemos Silva | Brasil        | 24.06 |       |
| Medalha de prata  | Vanda Ferreira Gomes    | Brasil        | 24.88 |       |
| Medalha de bronze | María Navas             | Venezuela     | 24.95 |       |
| 4                 | Maira Cano              | Bolívia       | 26.14 |       |
| 5                 | Paola Mautino           | Peru          | 26.29 |       |
| 6                 | Marysabel Romero        | Bolívia       | 26.81 |       |

### 400 metros
Final – 6 de setembro 10:05h

| Posição           | Atleta               | Nacionalidade | Tempo   | Notas |
| ----------------- | -------------------- | ------------- | ------- | ----- |
| Medalha de ouro   | Jailma Sales de Lima | Brasil        | 54.46   |       |
| Medalha de prata  | Madelene Rondón      | Venezuela     | 54.64   |       |
| Medalha de bronze | Elaine Dias Paixão   | Brasil        | 56.70   |       |
| 4                 | Karina Caicedo       | Equador       | 57.14   |       |
| 5                 | Leslie Arnez         | Bolívia       | 59.61   |       |
| 6                 | Mónica Vera          | Peru          | 1:00.19 |       |
| 7                 | Yelena Alvear        | Panamá        | DNF     |       |
| 8                 | Alison Sánchez       | Bolívia       | DSQ     |       |

### 800 metros
Final – 7 de setembro 14:20h

| Posição           | Atleta                      | Nacionalidade | Tempo   | Notas |
| ----------------- | --------------------------- | ------------- | ------- | ----- |
| Medalha de ouro   | Madelene Rondón             | Venezuela     | 2:05.85 |       |
| Medalha de prata  | Muriel Coneo                | Colômbia      | 2:07.70 |       |
| Medalha de bronze | Thayra Francis dos Santos   | Brasil        | 2:08.47 |       |
| 4                 | Andrea Ferris               | Panamá        | 2:09.66 |       |
| 5                 | Evangelina Thomas           | Argentina     | 2:16.09 |       |
| 6                 | Natalia dos Santos Oliveira | Brasil        | 2:17.08 |       |
| 7                 | Yesica Huamán               | Peru          | 2:24.17 |       |

### 1.500 metros
Final – 6 de setembro 10:25h

| Posição           | Atleta                    | Nacionalidade | Tempo   | Notas |
| ----------------- | ------------------------- | ------------- | ------- | ----- |
| Medalha de ouro   | Sabine Leticia Heitling   | Brasil        | 4:34.42 |       |
| Medalha de prata  | Muriel Coneo              | Colômbia      | 4:35.28 |       |
| Medalha de bronze | Andrea Ferris             | Panamá        | 4:36.61 |       |
| 4                 | Inés Melchor              | Peru          | 4:38.36 |       |
| 5                 | Geisiane Mandelli de Lima | Brasil        | 4:44.53 |       |
| 6                 | Evangelina Thomas         | Argentina     | 4:45.16 |       |
| 7                 | Viviana Acosta            | Equador       | 4:45.52 |       |
| 8                 | Yesica Huamán             | Peru          | 5:01.99 |       |

### 5.000 metros
Final – 5 de setembro 17:20h

| Posição           | Atleta                      | Nacionalidade | Tempo    | Notas |
| ----------------- | --------------------------- | ------------- | -------- | ----- |
| Medalha de ouro   | Inés Melchor                | Peru          | 16:44.59 |       |
| Medalha de prata  | Karina Villazana            | Peru          | 16:54.96 |       |
| Medalha de bronze | Michele Cristina das Chagas | Brasil        | 17:04.55 |       |
| 4                 | Viviana Acosta              | Equador       | 17:07.69 |       |

### 10.000 metros
Final – 7 de setembro 9:20h

| Posição          | Atleta                      | Nacionalidade | Tempo    | Notas |
| ---------------- | --------------------------- | ------------- | -------- | ----- |
| Medalha de ouro  | Inés Melchor                | Peru          | 35:43.27 |       |
| Medalha de prata | Karina Villazana            | Peru          | 36:07.43 |       |
| 3                | Michele Cristina das Chagas | Brasil        | DNF      |       |

### 100 metros barreiras
Final – 6 de setembro 9:20h

Vento: -2.1m/s
| Posição           | Atleta                           | Nacionalidade | Tempo | Notas |
| ----------------- | -------------------------------- | ------------- | ----- | ----- |
| Medalha de ouro   | Fabiana dos Santos               | Brasil        | 14.25 |       |
| Medalha de prata  | Giselle Marculino de Albuquerque | Brasil        | 14.74 |       |
| Medalha de bronze | Giuliana Franciosi               | Peru          | 14.85 |       |
| 4                 | Ljubica Milos                    | Chile         | 14.98 |       |
| 5                 | Rocío Rodrich                    | Peru          | 15.53 |       |

### 400 metros barreiras
Final – 7 de setembro 10:30h

| Posição           | Atleta                     | Nacionalidade | Tempo   | Notas |
| ----------------- | -------------------------- | ------------- | ------- | ----- |
| Medalha de ouro   | Higlécia Silva de Oliveira | Brasil        | 59.71   |       |
| Medalha de prata  | Aline Lopes da Silva       | Brasil        | 1:01.34 |       |
| Medalha de bronze | Karina Caicedo             | Equador       | 1:01.60 |       |
| 4                 | Déborah Rodríguez          | Uruguai       | 1:02.91 |       |
| 5                 | Alison Sánchez             | Bolívia       | 1:03.20 |       |
| 6                 | Gabriela Munizaga          | Chile         | 1:03.21 |       |
| 7                 | Rocío Rodrich              | Peru          | 1:06.39 |       |
| 8                 | Violeta Gareca             | Bolívia       | 1:06.74 |       |

### 3.000 metros com obstáculos
Final – 6 de setembro 15:20h

| Posição           | Atleta                             | Nacionalidade | Tempo    | Notas |
| ----------------- | ---------------------------------- | ------------- | -------- | ----- |
| Medalha de ouro   | Sabine Leticia Heitling            | Brasil        | 10:17.35 |       |
| Medalha de prata  | Isabel Cristina Feliciano da Silva | Brasil        | 10:36.40 |       |
| Medalha de bronze | Ingrid Galloso                     | Chile         | 10:39.82 |       |
| 4                 | Yoni Ninahuamán                    | Peru          | 10:57.65 |       |
| 5                 | Cinthya Páucar                     | Peru          | 12:14.65 |       |

### Revezamento 4x100 m
Final – 6 de setembro 16:40h

| Posição           | Nacionalidade | Atletas                                                                                              | Tempo | Notas |
| ----------------- | ------------- | --- | ----- | ----- |
| Medalha de ouro   | Brasil        | Ana Cláudia Lemos Silva Rosângela Oliveira Santos Franciela das Graças Krasucki Vanda Ferreira Gomes | 45.76 |       |
| Medalha de prata  | Peru          | Amanda Quispe Rocío Rodrich Mónica Vera Paola Mautino                                                | 48.65 |       |
| Medalha de bronze | Bolívia       | Leslie Arnez Maira Cano Marysabel Romero Alison Sánchez                                              | 48.79 |       |
| 4                 | Venezuela     | | DNS   |       |

### Revezamento 4x400 m
Final – 7 September 15:30h

| Posição           | Nacionalidade | Atletas                                                                                 | Tempo   | Notas |
| ----------------- | ------------- | --------------------------------------------------------------------------------------- | ------- | ----- |
| Medalha de ouro   | Brasil        | Aline Lopes da Silva Higlécia Silva de Oliveira Elaine Dias Paixão Jailma Sales de Lima | 3:43.30 |       |
| Medalha de prata  | Venezuela     | Patrícia Blanco Guillercy González María Navas Madelene Rondón                          | 3:53.85 |       |
| Medalha de bronze | Peru          | Amanda Quispe Mónica Vera Paola Mautino Rocío Rodrich                                   | 4:00.12 |       |
| 4                 | Bolívia       | Leslie Arnez Maira Cano Carla Cavero Alison Sánchez                                     | DSQ     |       |

### 20 km marcha atlética
Final – 6 de setembro 0:00h

| Posição           | Atleta               | Nacionalidade | Tempo   | Notas |
| ----------------- | -------------------- | ------------- | ------- | ----- |
| Medalha de ouro   | Johana Ordóñez       | Equador       | 1:40:22 |       |
| Medalha de prata  | Magaly Andrade       | Equador       | 1:41:22 |       |
| Medalha de bronze | Ingrid Hernández     | Colômbia      | 1:41:49 |       |
| 4                 | Milángela Rosales    | Venezuela     | 1:45:13 |       |
| 5                 | Sandra Galvis        | Colômbia      | 1:46:01 |       |
| 6                 | Itiara Taiane Becker | Brasil        | 1:54:20 |       |
| 7                 | Fariluz Morales      | Peru          | 1:55:36 |       |
| 8                 | Jheny Llactahuaman   | Peru          | 1:58:47 |       |
| 9                 | Liliane Barbosa      | Brasil        | DSQ     |       |
| 10                | Bárbara Acuña        | Chile         | DSQ     |       |

### Salto em altura
Final – 7 de setembro 10:45h

| Posição           | Atleta                | Nacionalidade | Resultado | Notas |
| ----------------- | --------------------- | ------------- | --------- | ----- |
| Medalha de ouro   | Aline Fernanda Santos | Brasil        | 1.77      |       |
| Medalha de prata  | Daiana Sturtz         | Argentina     | 1.74      |       |
| Medalha de bronze | Monique Varmeling     | Brasil        | 1.74      |       |
| 4                 | Valeria Paz           | Argentina     | 1.74      |       |
| 5                 | Florencia Vergara     | Chile         | 1.68      |       |
| 6                 | Michelle Ortiz        | Peru          | 1.60      |       |
| 7                 | Gabriela Saravia      | Peru          | DNS       |       |

### Salto com vara
Final – 5 de setembro 14:40h

| Posição           | Atleta               | Nacionalidade | Resultado | Notas |
| ----------------- | -------------------- | ------------- | --------- | ----- |
| Medalha de ouro   | Sara Santos Pereira  | Brasil        | 3.70      |       |
| Medalha de prata  | Valeria Chiaraviglio | Argentina     | 3.50      |       |
| Medalha de bronze | Aline da Silva       | Brasil        | 3.40      |       |
| 4                 | Jéssica Fu           | Peru          | 3.40      |       |

### Salto em comprimento
Final – 7 de setembro 9:00h

| Posição           | Atleta                  | Nacionalidade | Resultado      | Notas |
| ----------------- | ----------------------- | ------------- | -------------- | ----- |
| Medalha de ouro   | Eliane Martins          | Brasil        | 6.11 (+0.0m/s) |       |
| Medalha de prata  | Verónica Davis          | Venezuela     | 5.79 (+1.1m/s) |       |
| Medalha de bronze | Kauíza Moreira Venâncio | Brasil        | 5.73 (+0.0m/s) |       |
| 4                 | Lorena Mina             | Equador       | 5.66 (+1.2m/s) |       |
| 5                 | Giuliana Franciosi      | Peru          | 5.40 (+0.0m/s) |       |
| 6                 | Michelle Ortiz          | Peru          | 5.39 (+0.3m/s) |       |
| 7                 | Guillercy González      | Venezuela     | 5.34 (+0.0m/s) |       |
| 8                 | Carla Cavero            | Bolívia       | 5.23 (+0.0m/s) |       |

### Salto triplo
Final – 7 de setembro 14:30h

| Posição           | Atleta                  | Nacionalidade | Resultado       | Notas |
| ----------------- | ----------------------- | ------------- | --------------- | ----- |
| Medalha de ouro   | Verónica Davis          | Venezuela     | 13.41 (+0.1m/s) |       |
| Medalha de prata  | Simone de Oliveira      | Brasil        | 13.07 (+0.7m/s) |       |
| Medalha de bronze | Lorena Mina             | Equador       | 12.86 (+2.3m/s) |       |
| 4                 | Bianca Amaro dos Santos | Brasil        | 12.65 (+0.9m/s) |       |
| 5                 | Francesca Oliva         | Peru          | 11.62 (+0.2m/s) |       |
| 6                 | Carla Cavero            | Bolívia       | DNS             |       |
| 7                 | Paola Quiñónez          | Colômbia      | DNS             |       |

### Arremesso de peso
Final – 7 de setembro 14:30h

| Posição           | Atleta                       | Nacionalidade | Resultado | Notas |
| ----------------- | ---------------------------- | ------------- | --------- | ----- |
| Medalha de ouro   | Natalia Ducó                 | Chile         | 17.77     |       |
| Medalha de prata  | Anna Paula Magalhães Pereira | Brasil        | 15.32     |       |
| Medalha de bronze | Renata Tavares Severiano     | Brasil        | 14.28     |       |
| 4                 | Alessandra Gamboa            | Peru          | 11.89     |       |
| 5                 | Rosa Rodríguez               | Venezuela     | DNS       |       |
| 6                 | Sandra Lemus                 | Colômbia      | DNS       |       |

### Lançamento de disco
Final – 6 de setembro 14:30h

| Posição           | Atleta                      | Nacionalidade | Resultado | Notas |
| ----------------- | --------------------------- | ------------- | --------- | ----- |
| Medalha de ouro   | Bárbara Rocío Comba         | Argentina     | 54.03     |       |
| Medalha de prata  | Andressa Oliveira de Morais | Brasil        | 51.24     |       |
| Medalha de bronze | Luz Montaño                 | Colômbia      | 48.89     |       |
| 4                 | Fernanda Raquel Borges      | Brasil        | 45.30     |       |
| 5                 | María Fátima Ramos          | Peru          | 39.01     |       |
| 6                 | Ana Diana Pereda            | Peru          | 32.63     |       |
| 7                 | Rosa Rodríguez              | Venezuela     | DNS       |       |

### Lançamento de martelo
Final – 6 de setembro 11:00h

| Posição           | Atleta                       | Nacionalidade | Resultado | Notas |
| ----------------- | ---------------------------- | ------------- | --------- | ----- |
| Medalha de ouro   | Rosa Rodríguez               | Venezuela     | 64.76     |       |
| Medalha de prata  | Marynna Santos de Jesus      | Brasil        | 56.85     |       |
| Medalha de bronze | Marcela Solano               | Chile         | 52.91     |       |
| 4                 | Anna Paula Magalhães Pereira | Brasil        | 50.51     |       |
| 5                 | Estela Parodi                | Peru          | 40.42     |       |
| 6                 | Ana Diana Pereda             | Peru          | 23.36     |       |

### Lançamento de dardo
Final – 5 de setembro 16:30h

| Posição           | Atleta                     | Nacionalidade | Resultado | Notas |
| ----------------- | -------------------------- | ------------- | --------- | ----- |
| Medalha de ouro   | Diana Rivas                | Colômbia      | 50.64     |       |
| Medalha de prata  | María Paz Ríos             | Chile         | 48.58     |       |
| Medalha de bronze | Jucilene Sales de Lima     | Brasil        | 48.44     |       |
| 4                 | Paulina Antonio            | Chile         | 44.59     |       |
| 5                 | Antonella Ramognini        | Argentina     | 42.50     |       |
| 6                 | Milene dos Santos Matunaga | Brasil        | 38.42     |       |
| 7                 | Diana Flores               | Peru          | 34.88     |       |
| 8                 | Alessandra Villarán        | Peru          | 34.74     |       |

### Heptatlo
Final – 6 de setembro 0:00h

| Colocação         | Atleta                 | Nacionalidade | 100 m C/B    | SA          | AP           | 200 m        | SD          | LD           | 800 m          | Total | Notas |
| ----------------- | ---------------------- | ------------- | ------------ | ----------- | ------------ | ------------ | ----------- | ------------ | -------------- | ----- | ----- |
| Medalha de ouro   | Vanessa Chefer Spinola | Brasil        | 14.83 864pts | 1.65 795pts | 12.53 696pts | 25.81 814pts | 5.52 706pts | 35.92 590pts | 2:31.63 673pts | 5138  |       |
| Medalha de prata  | Karine Rambo Farias    | Brasil        | 15.49 778pts | 1.59 724pts | 11.91 655pts | 26.85 725pts | 5.54 712pts | 32.52 501pts | 2:22.76 787pts | 4981  |       |
| Medalha de bronze | Agustina Zerboni       | Argentina     | 14.39 924pts | 1.59 724pts | 10.40 556pts | 26.41 762pts | 5.73 768pts | 36.39 599pts | 2:48.74 587pts | 4820  |       |
| 4                 | María de la Paz Azatto | Argentina     | 14.59 897pts | 1.62 759pts | 11.40 621pts | 27.55 667pts | 5.24 626pts | 33.09 536pts | 2:59.36 371pts | 4477  |       |

Legenda
| Recorde mundial       | Recorde mundial (World record)               |                       | Recorde africano                      | Recorde africano (African) |                                           | Q | Classificado por posição (Qualified) |
| Recorde do campeonato | Recorde do campeonato (Championship record)  | Recorde da América    | Recorde da América (Americas)         | q                          | Classificado por melhor tempo (Qualified) |   |                                      |
| Melhor marca do ano   | Melhor marca do ano (World leading)          | Recorde asiático      | Recorde asiático (Asian)              | DNS                        | Não largou (Did not start)                |   |                                      |
| Recorde nacional      | Recorde nacional (National record)           | Recorde europeu       | Recorde europeu (European)            | DNF                        | Não terminou (Did not finish)             |   |                                      |
| Recorde pessoal       | Recorde pessoal do atleta (Personal best)    | Recorde da Oceania    | Recorde da Oceania (Oceania)          | DSQ / DQ                   | Desclassificado (Disqualified)            |   |                                      |
| Recorde da temporada  | Recorde da temporada do atleta (Season best) | Recorde sul-americano | Recorde sul-americano (South America) | NM                         | Sem marca (No mark)                       |   |                                      |